# Теодор I Палеолог
Теодор I Палеолог (на средногръцки: Θεόδωρος Α Παλαιολόγος) е византийски деспот на Морея от 1383 до 1407 г.
Той е четвъртият син на византийския император Йоан V Палеолог и неговата съпруга Елена Кантакузина. Неговият дядо по майчина линия е бившият император Йоан VI Кантакузин. Неговите по-големи братя са императорите Андроник IV и Мануил II.
През 1376 г. Теодор I Палеолог, който вече има титлата despotēs, получава задачата да поеме властта в Солун. Преди да поеме тази служба той е арестуван и от по-големия му брат заедно с баща му и брат му Мануил е заведен в кулата на Анемас. Това затваряне трае през цялото управление на Андроник от 1376 до 1379 г. Скоро след завръщането на трона на Йоан V в Константинопол, Мануил отново му дава управлението на Солун, и Тодор отива в Морея.
През 1383 г. той пристига в Морея и взема властта от Димитър I Кантакузин, синът на Матей Кантакузин. Теодор I Палеолог има успехи във военни походи през 1388 г., скоро след това той завладява Аргос.
Тодор се жени през 1384 г. за Бартоломея Акциайоли († ок. 1397), дъщеря на херцог Нерио I Акциайоли († 1394) от Атина и съпругата му Агнеса Сарачено. Не е известно дали двамата имат деца. Малко преди смъртта си Теодор се замонашва под името „Теодорет“. Той умира на 24 юни 1407 г. Негов наследник в деспотство Морея става Теодор II Палеолог (1396 † 1448), малолетният син на Мануил II.
Някои източници посочват една дъщеря на Теодор като съпруга на Сюлейман Челеби, султанът на Одрин по времето на Османския интеррегнум.